# Helen Mack
Helen Mack (* 13. November 1913 in Rock Island, Illinois als Helen McDougall; † 13. August 1986 in Beverly Hills, Los Angeles, Kalifornien) war eine US-amerikanische Schauspielerin.

## Karriere
Helen Mack begann schon als Kind als Schauspielerin und wirkte in zahlreichen Bühnenstücken. Gelegentlich wirkte sie auch als Kinderdarstellerin in Produktionen mit, die in den Astoria Studios auf Long Island gedreht wurden. 1931 unterschrieb sie einen Vertrag mit Paramount Pictures, wo sie meist Nebenrollen übernahm. Nur in seltenen Fällen bekam die Schauspielerin eine Hauptrolle angeboten, am bekanntesten wohl in King Kongs Sohn von 1933, der Fortsetzung des Filmklassikers King Kong und die weiße Frau. Eine markante Nebenrolle hatte sie 1940 neben Cary Grant und Rosalind Russell in dem Komödienklassiker Sein Mädchen für besondere Fälle, wo sie die Freundin eines Mörders spielte. Mitte der 1940er-Jahre zog sie sich nach insgesamt 44 Filmen von der Leinwand zurück. 
Nach einer nicht sehr erfolgreichen Karriere im Radio versuchte sich Helen Mack unter dem Künstlernamen Helen McAvity als Autorin für Theaterstücke und schrieb unter anderem das Drama The Mating Dance, das Mitte der 1960er Off-Broadway zur Aufführung kam. 

## Filmografie (Auswahl)
- 1923: Success
- 1931: Der Kampf (The Struggle)
- 1932: Nacht über Paris (While Paris Sleeps)
- 1933: King Kongs Sohn (The Son of Kong)
- 1934: Melody Cruise
- 1934: All Of Me
- 1934: Tempel der Schönheit (Kiss and Make-Up)
- 1935: She – Herrscherin einer versunkenen Welt (She)
- 1936: Ausgerechnet Weltmeister (The Milky Way)
- 1937: Der letzte Zug aus Madrid (The Last Train from Madrid)
- 1940: Sein Mädchen für besondere Fälle (His Girl Friday)
- 1944: Der Morgen gehört uns (And Now Tomorrow)
- 1945: Divorce